# Seznam vojaških šol Jugoslovanske ljudske armade
Seznam vojaških šol Jugoslovanske ljudske armade.

## Visoke in višje šole
- Poveljniško-štabna akademija Kopenske vojske JLA
- Poveljniško-štabna akademija Vojnega letalstva in zračne obrambe JLA
- Poveljniško-štabna operativna šola Kopenske vojske JLA
- Visoka vojaško-politična šola JLA
- Vojaška tehnična akademija kopenske vojske JLA
- Višja šola za medicinske sestre JLA
- Višja vojaška akademija JLA
- Višja vojaška akademija Kopenske vojske JLA
- Višja vojaškoletalska tehniška akademija JLA
- Vojaška akademija JLA
- Vojaška akademija Kopenske vojske JLA
- Vojaškomedicinska fakulteta JLA
- Vojna šola JLA
- Šola ljudske obrambe

## Častniške šole
- Artilerijska oficirska šola JLA
- Artilerijska tehniška oficirska šola JLA
- Avtomobilska oficirska šola JLA
- Finančna oficirska šola JLA
- Geodetska oficirska šola JLA
- Intendantska oficirska šola JLA
- Inženirska oficirska šola JLA
- Kemijska oficirska šola JLA
- Konjeniška oficirska šola JLA
- Letalska oficirska šola JLA
- Oficirska šola KNOJ
- Oficirska šola obalne artilerije JLA
- Oficirska šola za telovadbo JLA
- Oficirska šola za zveze JLA
- Pehotna oficirska šola JLA
- Protiletalska artilerijska oficirska šola JLA
- Sanitetna oficirska šola JLA
- Tankovska oficirska šola JLA
- Višja letalskotehniška oficirska šola JLA
- Vojaška pomorska strojna oficirska šola JLA
- Vojaškopolitična oficirska šola JLA
- Vojaškopomorska oficirska šola JLA

## Vojaška učilišča
- Artilerijsko tehniško vojaško učilišče JLA
- Artilerijsko vojaško učilišče JLA
- Finančno vojaško učilišče JLA
- Geodetsko vojaško učilišče JLA
- Intendantsko vojaško učilišče JLA
- Inženirsko vojaško učilišče JLA
- Letalsko vojaško učilišče JLA
- Letalsko-tehniško vojaško učilišče JLA
- Pehotno vojaško učilišče JLA
- Pomorsko vojaško učilišče JLA
- Protiletalsko artilerijsko vojaško učilišče JLA
- Tankovsko vojaško učilišče JLA
- Veterinarsko vojaško učilišče JLA
- Vojaško sanitetno učilišče JLA
- Vojaško učilišče zvez JLA
- Vojaškokemijsko vojaško učilišče JLA
- Vojaškopolitično vojaško učilišče JLA
- Vojaškopomorsko tehniško vojaško učilišče JLA

## Šole za rezervne častnike
- Šola rezervnih častnikov oklepnih in mehaniziranih enot JLA
- Šola za rezervne artilerijske častnike JLA
- Šola za rezervne pehotne častnike JLA
- Šola za rezervne častnike RKBO JLA
- Šola za rezervne častnike protiletalske artilerije JLA
- Šola za rezervne častnike tehnične službe JLA
- Šola za rezervne častnike vez JLA
- Šola za rezervne sanitetne častnike JLA

## Sanitetne šole
- Sanitetna podčastniška šola JLA
- Srednja šola za medicinske sestre JLA
- Višja šola za medicinske sestre JLA
- Šola za aktivne sanitetne častnike JLA
- Šola za rezervne sanitetne častnike JLA

## Vojaške gimnazije
- Vojaška gimnazija Bratstvo in enotnost (Beograd)
- Vojaška gimnazija Ivo Lola Ribar (Zagreb)
- Vojaška gimnazija Franc Rozman-Stane (Ljubljana)
- Letalska vojaška gimnazija Maršal Tito (Mostar)

## Srednje vojaške šole
- Srednja vojaška šola rodov in služb kopenske vojske JLA (Sarajevo)
- Tehnična srednja vojaška šola kopenske vojske JLA (Zagreb)
- Mornariška tehnična srednja vojaška šola JLA (Split)
- Intendanska srednja vojaška šola JLA (Sarajevo)
- Sanitetna srednja vojaška šola JLA
- Glasbena srednja vojaška šola JLA (Zemun)

## Šole vojaških strokovnih delavcev
- Tehnična šola za vojaško usmeritev JLA
- Šola letalsko-tehničnih strokovnih delavcev JLA